# There are known knowns

Die Wissens-Matrix wird in knowns und unknowns unterteilt (obere Zeile); zusätzlich wird dieses Wissen auf einer Metaebene in unbekannt und bekannt unterteilt (linke Spalte).

There are known knowns ... But there are also unknown unknowns (englisch für „Es gibt bekanntes Bekanntes ... Aber es gibt auch unbekanntes Unbekanntes“) ist der bekannteste Ausspruch des damaligen US-Verteidigungsministers Donald Rumsfeld, den er während einer Pressekonferenz im Februar 2002 tätigte.
Das Zitat wurde weit über die damalige Fragestellung im Vorfeld des Dritten Golfkriegs bekannt und in der Folge in der Öffentlichkeit wie Fachliteratur zu Risikoabschätzungen verwendet. Rumsfeld selbst spielte mit dem Titel seiner 2011 erschienenen Biografie Known and Unknown: A Memoir auf seinen Ausspruch an.

## Verwendung
Donald Rumsfeld sagte am 12. Februar 2002 auf einer Pressekonferenz:

[…] there are known knowns; there are things we know we know. We also know there are known unknowns; that is to say we know there are some things we do not know. But there are also unknown unknowns - the ones we don't know we don't know.

„[…] es gibt bekanntes Bekanntes; es gibt Dinge, von denen wir wissen, dass wir sie wissen. Wir wissen auch, dass es bekanntes Unbekanntes gibt; das heißt, wir wissen, dass es einige Dinge gibt, die wir nicht wissen. Aber es gibt auch unbekanntes Unbekanntes – es gibt Dinge, von denen wir nicht wissen, dass wir sie nicht wissen.“

Damit vermied er es, (vgl. Begründung für den Irakkrieg) auf der damaligen Pressekonferenz das Fehlen von Beweisen anzusprechen, die die Regierung des Irak mit der Lieferung von Massenvernichtungswaffen an Terrorgruppen in Verbindung brachten.
Auf dem Feld des strategischen Handelns in Wirtschaft und Politik lassen sich mit der Kenntnis-Matrix Aufgaben sinnvoll strukturieren: 
Known knowns sind z. B. Ursache-Wirkungs-Zusammenhänge oder Fakten, die wir kennen und mit denen wir (täglich) umzugehen wissen. 
Known unknowns beschreiben uns bekannte Wissenslücken, Schätzungen oder „Dunkelziffern“, ein uns bewusstes Nichtwissen, das doch mit jeder sinnvollen Frage und durch Wissenschaft etwas kleiner wird oder werden könnte – die Zahl der Sandkörner an einem Strand muss nicht gewusst werden, um dort zu baden. 
Unknown knowns sind z. B. vorbewusste Inhalte wie Verhaltensmuster, kulturelle Prämissen, auch Tabus und Verdrängungen und eventuell auch statistische Prognosen, deren Eintreffen und Umfang nur für größere Mengen von Ereignissen relativ genau,  für den Einzelfall aber nicht exakt vorhersagbar sind.
Unknown unknowns waren für Rumsfeld unvorhersehbare Ereignisse oder Zufälle, die seine Pläne in Art, Umfang und Auswirkung völlig überraschend durchkreuzen könnten.
Diese Klassifizierungen sind Relationen von Sachverhalten und dem Wissen über sie, also keine „objektiven“, dinglichen Merkmale. Daher ist die Sortierung eines Ereignisses in das Raster immer auch subjektiv und veränderlich: Die Landung von Aliens auf der Erde wäre für die einen ein Fall von known unknowns, für die anderen aber einer der unknown unknowns. Der Definition nach wandelt sich ein unknown unknown mit dem ersten Auftreten zu einem known unknown, wird dann durch empirische Untersuchung vielleicht zu einem unknown known und danach zu einem known known – die Matrix ist fluide.

## Hintergrund
Das Statement geht vermutlich auf eine Präsentation Nassim Nicholas Talebs zurück, der seine im Jahr 2007 in Der Schwarze Schwan: Die Macht höchst unwahrscheinlicher Ereignisse ausgearbeitete Thesen bereits in einem Vorgängerbuch (deutsch Narren des Zufalls) skizziert hatte und beim amerikanischen Verteidigungsministerium zu einer Präsentation eingeladen worden war. Ebenso nahm Kirk Borne, ein ehemaliger Datenspezialist der NASA, eine Urheberschaft bei einer TED-Präsentation in Anspruch. Die Kernbotschaft in „Der Schwarze Schwan“ ist, dass unbekannte Unbekannte bedeutende Umwälzungen hervorrufen, aber eben nicht vorhergesehen oder einfach abgewendet werden können.
Die 2×2 Matrix mit „bekannt/unbekannt“ geht auf die amerikanischen Psychologen Joseph Luft (1916–2014) und Harrington Ingham (1916–1995) zurück. Das nach ihnen benannte Johari-Fenster ist ein seit 1955 etabliertes Analyseinstrument für Selbst- und Fremdwahrnehmung.

## Reaktionen
Rumsfeld wurde vorgeworfen, sich unverständlich oder falsch ausgedrückt zu haben, unter anderem von der britischen Interessengruppe Plain English Campaign, die sich als Sprachwächter für die Reinheit der englischen Sprache einsetzt. Die Sprachgesellschaft vergab für dieses Zitat den „Foot in Mouth“-Preis für 2003 an Rumsfeld – mit dem Kommentar: „Wir glauben, wir wissen, was er meint. Aber wir wissen nicht, ob er es wirklich weiß“.
Der Linguist Geoffrey Pullum bezeichnete das Zitat hingegen als „syntaktisch, semantisch, logisch und rhetorisch tadellos“. Ebenso sprachen sich etwa der konservative kanadische Kolumnist Mark Steyn und der australische Ökonom und Blogger John Quiggin für die Wendung aus.
Der psychoanalytische Philosoph Slavoj Žižek extrapolierte aus diesen drei Kategorien eine vierte, das „unbekannte Bekannte“, welches wir uns willentlich weigern anzuerkennen, dass wir es kennen: „Wenn Rumsfeld glaubte, dass die wichtigsten Gefahren in der Konfrontation mit dem Irak die ‚unbekannten Unbekannten‘ waren, das heißt, die Bedrohungen durch Saddam, deren Natur wir nicht einmal ahnten, dann zeigt uns der Abu-Ghraib-Skandal, dass die größten Gefahren von den ‚unbekannt Bekannten‘ ausgehen – die verleugneten Überzeugungen, Vermutungen und obszönen Praktiken, von denen wir vorgeben, sie nicht zu kennen, sogar wenn sie die Grundlage unserer öffentlichen Werte sind.“ Žižek baute auch die Ideen des „bekannten Unbekannten“ und des „unbekannten Bekannten“ in seinen Dokumentarfilm über „Die Realität des Virtuellen“ ein.
Die Soziologen Christopher Daase und Oliver Kessler sahen das kognitive Rahmenwerk von politischem Handeln (vgl. Framing) durch Rumsfeld richtig formuliert, es fehle nur eben das wichtige vierte Feld, was wir nicht wissen wollen, das unbewusst bleibende beziehungsweise ausgeblendete Wissen.
Eine Formulierung aller vier Aspekte findet sich bereits in der klassischen persischen Literatur. Der persisch-tadschikische Poet Ibn Yamin (* 1286 in Faryumad, bei Sebzevar, † 1368) (ابن یمین فریومدی) schrieb im 14. Jahrhundert, dass es vier Typen von Männern gibt:
Einer, der weiß, und weiß, dass er weiß ... Sein Pferd der Weisheit wird den Himmel erreichen.

Einer, der weiß, aber nicht weiß, dass er weiß ... Er schläft fest, deshalb solltest du ihn aufwecken!

Einer, der nicht weiß, aber weiß, dass er nicht weiß ... Sein lahmendes Maultier wird ihn schließlich nach Hause bringen.

Einer, der nicht weiß, und nicht weiß, dass er nicht weiß ... Er wird auf ewig in seiner hoffnungslosen Umnachtung verloren sein!

## Populärkultur
Seit der Rede von Rumsfeld tauchte das vollständige Zitat aber auch die beiden wichtigsten Begriffe daraus – „known knowns“ und „unknown unknowns“ – in der Populärkultur auf:
- Der Titel des Romans von Jeffrey Rotte The Unknown Knowns. ist eine Anspielung auf das Zitat und das volle Zitat wird in der Buchinschrift  zitiert.
- Das Zitat wird in der CD The Poetry of Donald Rumsfeld and Other Fresh American Art Songs verwendet (Die Poesie von Rumsfeld und andere neue amerikanische Kunstlieder)[15]
- Hart Seely hat eine Zusammenstellung von Rumsfelds Zitaten unter dem Titel „Pieces of Intelligence: The Existential Poetry of Donald H. Rumsfeld.“ (2003) herausgegeben.
- In der amerikanischen Fernseh-Zeichentrickserie The Boondocks wird Donald Rumsfeld durch die Figur Gin Rummy verkörpert und verwendet des Öfteren das Zitat „unknown unknowns“.
- Die Punkrock-Band No Use for a Name verwendete das vollständige Zitat in ihrem Song „Fields of Agony“ für das Album „Rock Against Bush, Vol. 2“
- In der satirischen, politischen Zeichentrickserie „Lil' Bush“ verwendet die Figur Lil' Rummy in der Folge „Lil' George and Lil' Tony Blair“ das Zitat  „unknown unknowns“.
- Joan Jett verwendet in ihrem Song „Riddles“ das volle „unknown unknowns“-Zitat.
- Der belgische Regisseur Johan Grimonprez lässt seinen Film „Double Take“ (2009) mit Rumsfelds Zitat enden.
- Im Theaterstück „I am Providence“ von Wilke Weermann wird das Zitat auf Deutsch vorgetragen und in den Kontext des „kosmischen Horrors“ des Autors Lovecraft gestellt, der auf der Unkenntnis höherer, oft feindseliger Mächte basiert.